# Illiosentidae
Illiosentidae is een familie in de taxonomische indeling van de Acanthocephala (haakwormen). De worm wordt meestal 1 tot 2 cm lang. Ze komen algemeen voor in het maag-darmstelsel van ongewervelden, vissen, amfibieën, vogels en zoogdieren.
Illiosentidae werd in 1960 beschreven door Golvan.